# Petrovszkij Stadion
A Petrovszkij Stadion (oroszul: Стадион Петровский) egy többfunkciós sportlétesítmény az oroszországi Szentpétervár városában. A sportkomplexum a város központjában, a Petrográdi kerület két nagy szigete (Kresztovszkij és Petrogradszkij) közötti Petrovszkij-szigeten, közvetlenül a Néva partján található.

## Története
A stadiont 1924 májusában kezdték el építeni és 1925. július 26-án már fel is avatták. Az 1924 januárjában elhunyt Vlagyimir Iljics Lenin tiszteletére Lenin Stadionnak nevezték el. Az épület terveit Alois Vejvoda cseh építész készítette, aki atlétaként és labdarúgóként is dicsőséget szerzett Szentpétervár (majd Leningrád) számára. Vejvoda több pétervári sportlétesítmény tervezésében és munkálataiban is részt vett 1907 és 1912 között.
A munkálatok első szakaszában elkészült egy 105x70 méteres labdarúgópálya, két kosárlabdapálya, egy 100 és egy 415 méteres futópálya, egy kalapács- és diszkoszvetésre, illetve gerelyhajításra alkalmas pálya, egy súlylökőpálya, egy távol- és magasugró terület és 2130 ülő-, illetve 4500 állóhely. Ezek mellett megkezdődtek síközpont munkálatai is.
Az építkezés második évét egy 450 m hosszú kerékpár- és motorkerékpár-versenyeknek fenntartott pálya létesítésével kezdték. Ezt követően megépült egy 80 m hosszú, magasugrótornyokkal ellátott úszómedence, egy mentőcsónak-állomás, a játékvezetők és a sportolók öltözőhelyiségei, egy elsősegély helyiség, egy téli és egy nyári büfé és egy korcsolyapálya is. Ugyanakkor illemhelyek, zenekari pavilonok, trafikok és különböző raktárak is elkészültek.
Az építkezést nagyban hátráltatták a mostoha időjárási körülmények. 1924. szeptember 23-án a Finn-öbölből érkező erős szél árvizeket okozott, ami tönkretette az addigi földmunkálatok egy részét. Ugyanezen év végén a korcsolyapálya megnyitására sem kerülhetett sor, mivel a szokatlanul meleg idő miatt a jég nem volt használható. Így a jégpálya megnyitására csak 1925 elején kerül sor.
A stadion nagyszabású avatóját eredetileg július 12-ére tervezték, de az időjárás megint közbeszólt, így 1925. július 26-án került sor az avatásra, amikor a létesítmény engedélyezési papírjait is aláírták. Az esemény után két héttel a leningrádi csapat és a harkovi csapat rangadója következett, melyet a hazaiak 5:1 arányban megnyertek. Ugyanezen év júliusában nemzetközi atlétikai versenyt is tartottak, melyen a leningrádi sportolók mellett moszkvaiak és finnek is részt vettek.
1927. február 13-án került sor a stadionban tartott első bandy-mérkőzésre, melyen a szovjetek 11:0-ra legyőzték a svédeket.
A Lenin Stadion lett a város első csapatának, a Sztalinyecnek hazai pályája. Mivel a 10 000 fős befogadóképesség egy idő után szűknek bizonyult, 1933-ban megejtették az első átalakítást, és a stadion befogadóképességét 25 000-re növelték. A felújított stadion avatóján Leningrád csapata és a török válogatott döntetlent játszott egymással.
A labdarúgás mellett a többi sportágban is rendeztek nagyszabású versenyeket, így 1937 júliusában itt került megrendezésre az első országos úszóbajnokság is.
A második világháború kezdetén a létesítményt katonai célokra használták, de néhány sporteseményre is sor került ebben az időszakban. A háború alatt a stadion teljesen megsemmisült, ezért 1957 és 1961 között újjáépítették. Ekkor a lelátó befogadóképességét 33 000-re bővítették. A város főépítésze, N. V. Baranov mellett O. I. Gurjev és V. M. Fromzel felügyelték a nagyszabású munkálatokat. Az atlétikapálya minőségi felújításának köszönhetően a stadion lett a szovjet atlétika egyik fellegvára, és számos ilyen jellegű versenynek adott otthont az évek során.
Ebben az időben a Petrovszkij Stadion a város második legnagyobb ilyen jellegű létesítménye volt a Kirov Stadion után.
Az 1980-as olimpia előtt újra átépítették a stadiont. Sztanyiszlav Odnovalov és Nyina Balazs építészek irányításával 1978-ra elkészültek a VIP-páholyok és a stadion világítása is. A Kirov Stadion felújítása miatt ebben az időben első számú városi stadionná lépett elő a Leninről elnevezett létesítmény.
Az 1980-as olimpia alatt több nemzet atlétikai csapta is itt tartotta edzéseit.
1992-ben újabb átépítés következett, hogy az 1994-ben megrendezett Jóakarat játékok-ra egy felújított épület várja a sportolókat.
1992-től a stadion a Petrovszkij Stadion nevet viseli.